# Форд, Генри
Ге́нри Форд (англ. Henry Ford; 30 июля 1863 — 7 апреля 1947) — американский промышленник, владелец заводов по производству автомобилей по всему миру, изобретатель, рационализатор, организатор производства, автор 161 патента США. Его лозунг — «автомобиль для всех»; завод Форда выпускал наиболее дешёвые автомобили в начале эпохи автомобилестроения. Компания «Ford Motor Company» существует по сей день.
Генри Форд известен также тем, что впервые стал использовать промышленный конвейер для поточного производства автомобилей. Вопреки распространённому заблуждению, конвейер использовали и до этого, в том числе для массового производства. Однако Генри Форд первым «поставил на конвейер» технически сложную и нуждающуюся в технической поддержке на протяжении всего срока эксплуатации продукцию — автомобиль. Книга Форда «Моя жизнь, мои достижения» является классическим произведением по научной организации труда. В 1924 году книга «Моя жизнь, мои достижения» была издана в СССР. Эта книга стала источником такого сложного политэкономического явления, как фордизм.

## Биография
Родился в семье эмигрантов из Ирландии, проживавшей на ферме в окрестностях Детройта. Когда ему исполнилось 16 лет, он, сбежав из дома, уехал работать в Детройт. С 1891 по 1899 годы исполнял обязанности инженера-механика, позже - главного инженера в «Электрической компании Эдисона» (Edison Illuminating Company). В 1893 году в свободное от работы время сконструировал свой первый автомобиль. С 1899 по 1902 год был совладельцем «Детройтской автомобильной компании», но из-за разногласий с остальными владельцами фирмы ушёл из неё и в 1903 году основал свою компанию — Форд мотор компани, которая первоначально выпускала автомобили под маркой Ford A.
«Форд мотор компани» столкнулась с конкуренцией синдиката автомобилестроителей, претендовавшего на монополию в этой сфере. В 1879 году Дж. Б. Селден запатентовал проект автомобиля, который не был построен; он содержал лишь описание основных принципов. Первый же выигранный им судебный процесс о нарушении патентного права побудил владельцев ряда автомобилестроительных компаний приобрести соответствующие лицензии и создать «ассоциацию законных фабрикантов». Инициированный Селденом судебный процесс против «Форд мотор компани» длился с 1903 по 1911 год. «Законные фабриканты» угрожали покупателям автомобилей Форда вызовом в суд, но тот действовал мужественно, публично обещая своим покупателям «помощь и защиту», хотя финансовые возможности «законных фабрикантов» намного превышали его собственные. В 1909 году Форд проиграл процесс, но после пересмотра дела суд решил, что ни один из автомобилестроителей не нарушал права Селдена, так как ими использовался двигатель другой конструкции. Монопольное объединение тут же распалось, а Генри Форд приобрёл репутацию борца за интересы потребителей.
Наибольший успех пришёл к фирме после начала выпуска модели Ford T в 1908 году.
В 1910 году Форд построил и запустил самый современный по тем временам завод в автомобильной промышленности — хорошо освещённый и хорошо вентилируемый «Хайленд парк».
На этом заводе в апреле 1913 года начался первый эксперимент по использованию сборочного конвейера. Первой сборочной единицей, собранной на конвейере, стал генератор. Принципы, опробованные при сборке генератора, затем были применены ко всему двигателю в целом. Когда двигатель от начала и до конца изготавливал один рабочий, на это уходило 9 часов 54 минуты; после того, как процесс сборки был разделён на 84 операции, производившихся 84 рабочими, время сборки сократилось более, чем на 40 минут. При старом способе производства, когда автомобиль собирался на одном месте, на сборку его шасси уходили 12 часов 28 минут рабочего времени; после того, как была установлена движущаяся платформа и различные части шасси подавались при помощи крюков, подвешенных на цепях, или на небольших моторных тележках, срок изготовления шасси сократился более чем вдвое.
Через год (в 1914 году) компания подняла высоту сборочной линии до пояса. После этого не замедлили появиться два конвейера — один для высоких и один для низких ростом. Эксперименты распространились на весь производственный процесс в целом. Через несколько месяцев работы сборочного конвейера время, необходимое для выпуска модели Т, сократилось с 12 часов до двух и менее.
С целью осуществления жёсткого контроля Форд создал полный цикл производства: от добычи руды и выплавки металла до выпуска готового автомобиля. В 1914 году ввёл самую высокую в США минимальную заработную плату — 5 долларов в день, допустил рабочих к участию в прибылях компании, построил образцовый рабочий посёлок, но вплоть до 1941 года не разрешал создавать профсоюзы на своих заводах. В 1914 году заводы корпорации начали работать круглосуточно в три смены по 8 часов вместо двух смен по 9 часов, что позволило обеспечить работой дополнительно несколько тысяч человек. «Повышенная зарплата» в 5 долларов не была гарантирована каждому: рабочий должен был тратить свою зарплату разумно, на содержание семьи, если же он пропивал деньги, его увольняли. Эти правила сохранялись в корпорации вплоть до периода Великой депрессии.
В начале Первой мировой войны Форд с группой пацифистов по своей инициативе приплыл в Европу на корабле «Оскар-2» как посланник мира, убеждая всех как можно скорее прекратить войну. Он был жестоко высмеян европейскими газетами и вернулся в США.
Однако весной 1917 года, когда Америка вступила в войну на стороне Антанты, Форд изменил свои взгляды. Заводы Форда стали выполнять военные заказы. Помимо автомобилей развернулось производство противогазов, касок, цилиндров для авиамоторов «Либерти», а в самом конце войны — лёгких танков и даже подводных лодок. При этом Форд заявил, что не собирается наживаться на военных заказах и возвратит государству полученную им прибыль. И хотя нет подтверждения, что это обещание было Фордом выполнено, оно было одобрено американским обществом.
В 1925 году Форд создал собственную авиакомпанию, позже названную Ford Airways. Кроме этого Форд начал субсидировать фирму Уильяма Стоута, а в августе 1925 года купил её и сам занялся производством авиалайнеров. Первым продуктом его предприятия стал трёхмоторный Ford 3-AT Air Pullman. Наиболее успешной оказалась модель Ford Trimotor (Форд Тримотор) по прозвищу «Жестяной гусь» (англ. Tin Goose), пассажирский самолёт, цельнометаллический трёхмоторный моноплан, производившийся серийно в 1927—1933 компанией Генри Форда Ford Airplane Company. Всего было выпущено 199 экземпляров. Ford Trimotor находился в эксплуатации до 1989 года.
В 1928 году Форду вручена медаль Эллиота Крессона Института Бенджамина Франклина за революционные достижения в автомобильной промышленности и индустриальное лидерство.
Он оставался руководителем компании до 1930-х годов, когда из-за разногласий с профсоюзами и компаньонами он передал дела своему сыну Эдселу, но после его смерти в 1943 году вновь вернулся на пост главы фирмы.
В сентябре 1945 года Генри Форд передал полномочия своему старшему внуку — Генри Форду II. В мае 1946 года Генри Форду старшему была вручена почётная премия за заслуги перед автопромышленностью, а в конце этого же года Американский институт нефти (American Petroleum Institute) вручил ему золотую медаль за заслуги перед обществом.
Генри Форд умер в возрасте 83 лет у себя дома в Дирборне 7 апреля 1947 года. С его смертью завершилась целая эпоха в истории компании Ford Motor, которая, несмотря на кончину своего основателя, продолжает активно расти и развиваться.

## Взгляды и убеждения

### Экономическая политика на предприятии
Форд был одним из первых, кто реализовал на практике идеи капитализма благосостояния (англ. welfare capitalism), направленные на улучшение условий жизни рабочих и на сокращение текучести кадров, из-за которой многие подразделения нанимали по 300 человек в год для заполнения 100 рабочих мест. Акцент делался на эффективности — то есть на найме и удержании лучших сотрудников.
В 1914 году Форд реализовал довольно радикальное для того времени решение, установив размер жалования рабочих на уровне в 5 долларов за рабочий день (что в пересчёте на современность эквивалентно приблизительно 118 долларам США); это увеличило ставки большинства его сотрудников более чем вдвое. Решение оказалось прибыльным: текучесть кадров была преодолена, и лучшие рабочие Детройта начали концентрироваться на предприятии Форда, за счёт чего повысилась производительность труда и сократились расходы на обучение кадров. Кроме того, тем же решением была установлена сокращённая рабочая неделя, вначале 48-часовая (6 дней по 8 часов), а затем - 40-часовая (5 дней по 8 часов).
На тот момент в Детройте ставки заработных плат уже были довольно высоки, однако действия Форда вынудили его конкурентов ещё более увеличить их, дабы не лишиться лучших сотрудников. В понимании самого Форда компания таким образом делилась прибылью с работниками, что позволяло им, например, приобретать выпускаемые фирмой автомобили. В конечном счёте упомянутая политика оказала положительное влияние и на экономику в целом.
На участие в прибыли могли рассчитывать сотрудники, проработавшие в компании более 6 месяцев и не отступавшие от определённых правил поведения, установленных «общественным департаментом» компании. В частности, под понятие неподобающего поведения попадали злоупотребление алкоголем, азартные игры, невыплата алиментов и т. п. В штате департамента насчитывалось 50 специалистов, следивших за соблюдением указанных корпоративных стандартов. Позднее, в 1922 году, Форд отстранился от наиболее навязчивых форм контроля над сотрудниками, признав, что вторжение в личную жизнь людей, пусть даже и с целью повышения их благосостояния, уже не соответствует требованиям времени.

### Отношение к профсоюзам
Форд выступал против профессиональных объединений работников. Свои воззрения по этому вопросу он разъяснил в книге «Моя жизнь, мои достижения». По мнению Форда, они находились под излишне существенным влиянием со стороны некоторых лидеров, которые, несмотря на благие намерения, в итоге приносили рабочим больше вреда, нежели пользы. Многие из них желали сократить производительность труда ради сокращения безработицы; Форд видел в этом противоречие, поскольку, на его взгляд, никакое экономическое благополучие не было возможно без высокой производительности производства.
Он был уверен, что высокая производительность, пусть и повлияв отрицательно на количество доступных вакансий, в конечном счёте окажет стимулирующее воздействие на экономику в целом, вследствие чего новые рабочие места всё равно возникнут — в данной ли корпорации, или в некоторой иной. Кроме того, Форд полагал, что главами профсоюзов руководил «порочный стимул» усугубить общественно-экономический кризис ради поддержания и упрочения собственной власти. В то же время он не сомневался, что разумные управленцы, напротив, будут мотивированы на правильные поступки, поскольку такая линия поведения будет способствовать увеличению их собственной прибыли (впрочем, Форд признавал, что некоторые руководители слишком плохо разбираются в менеджменте, чтобы осознать вышеупомянутый факт). По его мнению, со временем хорошие управляющие, способные устоять перед атаками как слева (со стороны социалистов), так и справа (со стороны реакционеров), смогли бы сформировать такую общественно-экономическую систему, где ни скверное руководство, ни плохие профсоюзы не нашли бы себе опоры.
Ford Motor стала последним автопроизводителем в Детройте, признавшим Объединённый профсоюз рабочих автомобильной промышленности (англ. United Auto Workers, UAW). В апреле 1941 года состоялась организованная профсоюзом сидячая забастовка, из-за которой прекратилось производство на заводе River Rouge; реакция Форда едва не возымела разрушительное действие на компанию, однако, по свидетельству современников, его жена Клара убедила главу фирмы изменить позицию. В июне 1941 года было подписано весьма либеральное соглашение между компанией Форда и UAW.

### Антисемитизм и поддержка нацистов
В 1918 году Форд приобрёл газету «Дирборн индепендент» (англ. The Dearborn Independent), в которой с 22 мая 1920 года публиковались антисемитские статьи, а также по частям полный текст Протоколов сионских мудрецов. В ноябре 1920 года подборка статей из «Дирборн индепендент» была опубликована отдельной книгой под названием «Международное еврейство», которую позднее активно использовала нацистская пропаганда.
16 января 1921 года 119 видных американцев, включая 3 президентов, 9 госсекретарей, 1 кардинала и множество других государственных и общественных деятелей США, опубликовали открытое письмо с осуждением антисемитизма Форда.
В 1927 году Форд направил в американскую прессу письмо с признанием своих ошибок.

Как человек чести я считаю своим долгом принести извинения за все дурные поступки, совершённые мною в отношении евреев, моих сограждан и братьев, и прошу у них прощения за тот вред, который я причинил им безо всякой на то причины. Я отрекаюсь от обидных обвинений в их адрес, поскольку в действиях моих была ложь, а также даю полную гарантию, что отныне они могут ждать от меня только проявление дружбы и доброй воли. Не говоря уже о том, что памфлеты, которые распространялись в США и за рубежом, будут изъяты из обращения.
Генри Форд оказывал серьёзную финансовую поддержку НСДАП, его портрет висел в мюнхенской резиденции Гитлера. Форд был единственным американцем, которого Гитлер с восхищением упоминал в своей книге «Моя борьба». Аннетта Энтона из «Детройт Ньюз» брала у Гитлера интервью в 1931 году и отметила портрет Генри Форда у него над рабочим столом. «Генри Форда я считаю своим вдохновителем», — отозвался Гитлер об американском автомобильном магнате.
С 1940 года завод Форда, расположенный в Пуасси на оккупированной немцами территории Франции, начал производить авиационные двигатели, грузовые и легковые автомобили, поступавшие на вооружение вермахта. На допросе в 1946 году нацистский деятель Карл Краух, работавший в годы войны в руководстве филиала одного из предприятий Форда в Германии, заявил, что благодаря тому, что Форд сотрудничал с нацистским режимом, «его предприятия не были конфискованы».
Тема влияния Форда и его книги на немецких национал-социалистов исследована Нейлом Болдуином в книге «Генри Форд и евреи: конвейер ненависти». Болдуин указывает, что публикации Форда были важнейшим источником воздействия на молодых нацистов в Германии. Аналогичного мнения придерживается автор книги «Генри Форд и евреи» Алберт Ли.

## Сотрудничество с СССР
Первый серийный советский трактор — «Фордзон-Путиловец» (1923 год) — переработанный для производства на Путиловском заводе и эксплуатации в СССР фордовский трактор марки «Фордзон» (Fordson); строительство Горьковского автозавода (1929—1932 годы), реконструкция Московского завода АМО в годы первой пятилетки, подготовка персонала для обоих заводов были осуществлены при поддержке специалистов «Форд моторс» на основании соглашения заключённого между Правительством СССР и фирмой Форда.

## Гонки
Форд поддерживал интерес к автогонкам с 1901 по 1913 год и начал своё участие в спорте как конструктор и водитель, позже передав руль наёмным водителям. Он участвовал в гонках на урезанной модели Ford T, под названием Ford Model Ts, финишировав первым (хотя позже был дисквалифицирован) в гонке «от океана к океану» (через Соединённые Штаты) в 1909 году и установив рекорд скорости на одномильном (1,6 км) овале на Детройтской ярмарке в 1911 году с водителем Фрэнком Куликом. В 1913 году Форд попытался ввести переработанную Модель T на гонки «500 миль Индианаполиса», но ему сказали, что правила требуют добавления ещё 1000 фунтов (450 кг) к автомобилю, прежде чем он сможет квалифицироваться. Форд выбыл из гонки и вскоре после этого выбыл из гонки навсегда, сославшись на неудовлетворённость правилами этого вида спорта, большие затраты его времени из-за бурного производства модели Ts и его низкого мнения о гонках как о стоящей деятельности.
В своей книге «My Life and Work» о гонках Форд говорил кратко и в довольно пренебрежительном тоне, как о чём-то, что вообще не является хорошим мерилом автомобилей. Он описывает себя как человека, который участвовал в гонках только потому, что в 1890—1910-х годах нужно было участвовать в гонках, потому что преобладающее невежество считало, что гонки — это способ доказать ценность автомобиля. Форд не согласился. Но он был полон решимости, что пока это определение успеха (хотя и ошибочное), его автомобили будут лучшими, что есть в гонках. На протяжении всей книги он постоянно возвращается к таким идеалам, как транспорт, эффективность производства, доступность, надёжность, топливная экономичность, экономическое процветание и автоматизация тяжёлой работы в сельском хозяйстве и промышленности, но редко упоминает и скорее умаляет идею простого быстрого перехода из пункта А в пункт Б.
Тем не менее Форд действительно оказал значительное влияние на автогонки в течение его гоночных лет и был введён в Зал славы автоспорта Америки в 1996 году.

## Личные интересы
В компендиуме кратких биографий знаменитых масонов, изданном масонской ложей, Форд указан в качестве члена. Великая Ложа Нью-Йорка подтверждает, что Форд был масоном и был воспитан в Палестинской ложе № 357 в Детройте в 1894 году. Когда он получил 33-ю степень Шотландского обряда в 1940 году, он сказал: «Масонство — это лучшее уравновешивающее колесо, которое есть в Соединённых Штатах».
В 1923 году пастор Форда и глава его отдела социологии, епископальный священник Сэмюэл С. Маркиз, утверждал, что Форд верил или «когда-то верил» в реинкарнацию.
Форд опубликовал книгу по борьбе с курением, распространённую среди молодёжи в 1914 году, под названием «Дело против маленького белого работорговца», в которой были описаны многие опасности курения сигарет, подтверждённые многими исследователями и светилами. В то время курение было повсеместным явлением и ещё не было широко ассоциировано с вредом для здоровья, поэтому противодействие Форда сигаретам было необычным.

### Интерес к материаловедению и технике
Генри Форд давно интересовался материаловедением и инженерией. Он с энтузиазмом рассказывал о внедрении в своей компании ванадиевых сплавов и последующих металлургических НИОКР.
Форд давно интересовался пластмассами, полученными из сельскохозяйственных продуктов, особенно соевых бобов. С этой целью он поддерживал отношения с Джорджем Вашингтоном Карвером. Пластмассы на основе сои использовались в автомобилях Ford на протяжении 1930-х годов в пластиковых деталях, таких как автомобильные клаксоны, в краске и т. д. Кульминацией этого проекта стал 1942 год, когда Форд запатентовал автомобиль, сделанный почти полностью из пластика, прикреплённого к трубчатой сварной раме. Он весил на 30 % меньше, чем стальной автомобиль, и, как говорили, мог выдержать удары в десять раз больше, чем сталь. Он работал на зерновом спирте (этаноле) вместо бензина. Дизайн так и не прижился.
Форд интересовался инженерной древесиной («лучше дерево будет сделано, чем выращено») (в то время фанера и ДСП были немногим больше, чем экспериментальные идеи); кукурузой как источником топлива и потенциальным использованием хлопка. Форд сыграл важную роль в разработке угольных брикетов под торговой маркой «Кингсфорд». Его шурин, Э. Г. Кингсфорд, использовал древесные отходы с завода Форда для изготовления брикетов.
В 1927 году Форд совместно с Томасом Эдисоном и Гарви Самуэлем Файрстоуном (каждый из них внёс по 25 000 долларов) создал компанию Edison Botanic Research Corp. в Форт-Майерсе, штат Флорида, для поиска местного источника каучука.
Форд был плодовитым изобретателем и получил 161 патент США.

### Резиденции во Флориде и Джорджии
У Форда была загородная резиденция в Форт-Майерсе, штат Флорида, рядом с резиденцией Томаса Эдисона, которую он купил в 1915 году и использовал примерно до 1930 года. Она существует и по сей день и открыта как музей.
У него также был загородный дом (известный сегодня как «плантация Форда») в Ричмонд-Хилле, штат Джорджия, который до сих пор существует как частная община. Форд начал покупать землю в этом районе и в конечном итоге владел там 70 000 акров (110 квадратных миль). В 1936 году Форд заложил фундамент для красивого особняка в стиле греческого возрождения на берегу реки Огичи на месте плантации 1730-х годов. Большой дом, построенный из серого кирпича Саванны, имел мраморные ступени, кондиционер и лифт. Он располагался на 55 акрах ухоженных газонов и цветущих садов. Дом стал центром светских сборищ с посещениями Вандербильтов, Рокфеллеров и Дюпонов. Сегодня он остаётся центральным элементом плантации Форда. Форд переоборудовал рисовую мельницу 1870-х годов в свою личную исследовательскую лабораторию и электростанцию и построил оттуда туннель к новому дому, снабжая его паром. Он внёс значительный вклад в развитие общины, построив часовню и школу, а также наняв на работу многочисленных местных жителей.

## Семья
Родители
- Отец — Уильям Форд (1826—1905)
- Мать — Мари Литогот (O’Hern) Ford (1839—1876)

Братья
- Джон Форд (~1865—1927)
- Вильям Форд (1871—1917)
- Роберт Форд (1873—1934)

Сёстры
- Маргарет Форд (1867—1868)
- Джейн Форд (1868—1945)

Жена и дети
- Жена — Клара Джейн Форд (в девичестве Брайант, 1866—1950).
- Единственный сын — Эдсел Брайант Форд, президент Ford Motor Company с 1919 по 1943.

Потомки
- Внук предпринимателя тоже имел имя Генри Форд. Для различия со своим дедом его называют Генри Форд II.
- В настоящее время председателем совета директоров компании «Форд Мотор Компани» является правнук Генри Форда — Уильям Клэй «Билл» Форд-младший[англ.] (William Clay «Bill» Ford Jr., 1957 г. р.)

## Дополнительная информация
- Фордовский подход критиковали за «обезличивание»; в пародийной форме он описан в романе О. Хаксли «О дивный новый мир», где общество организовано по конвейерному принципу Форда (люди делятся на пять категорий: альфа, бета, гамма, дельта и эпсилон) и летоисчисление ведётся с года выпуска модели автомобиля «Форд Т». Вместо «ей-богу» принято выражение «ей-Форду». Принято креститься буквой «Т» в честь автомобиля модели «Т».
- В 1927 году Форд, желая обзавестись собственным источником каучукового сырья для производства шин (тогда монополия на рынке каучука принадлежала британцам), высадил в Бразилии на реке Тапажос плантации гевеи площадью в 10000 км2 и основал поселение под названием Фордландия — идеальный город со всеми удобствами, как ему тогда казалось. Большинство населения города составляли рабочие-бразильцы, занимавшиеся сбором каучука, а жизнь в нём была организована по американскому образцу: отказ от алкоголя (в соответствии с действовавшим тогда сухим законом) и табака, употребление в пищу продуктов быстрого питания, строгое соблюдение рабочего графика, приобщение к американской культуре. Однако затея оказалась неудачной — территория, на которой были высажены плантации, не подходила для выращивания гевей: почвы были песчаными, дожди шли редко, к тому же деревья массово гибли от поражения паразитическим грибком Microcyclus ulei, который является основным естественным врагом гевеи, а также от насекомых и клещей. Проблемы затронули и население Фордландии — измученное болезнями и уставшее от принудительно навязываемого американского образа жизни, в 1930 году оно просто взбунтовалось (правда, через несколько дней восстание было подавлено бразильской армией). В конечном итоге Форд, убедившись в бессмысленности своей идеи, в 1934 году вообще отказался от каких-либо попыток производить каучук в Бразилии, и Фордландия быстро опустела, превратившись в заброшенный город-призрак. В общей сложности данный проект обошёлся автомобильному магнату в 20 миллионов долларов[49].
- Биография Генри Форда описана в повести Эптона Синклера «Автомобильный король».
- На воротах его заводов была вывешена надпись: «Помни, что Бог создал человека без запасных частей».
- Известно высказывание Форда, связанное с запуском в производство в 1909 году единственной модели автомобиля Ford Model T[50]:

Каждый покупатель может выбирать цвет автомобиля, пока этот цвет чёрный.
Оригинальный текст (англ.)
Any customer can have a car painted any colour that he wants so long as it is black.